# 甲斐知惠子
甲斐 知惠子（かい ちえこ、1953年4月 - ）は日本の農学博士、ウイルス学研究者、獣医師、東京大学名誉教授、東京大学生産技術研究所特任教授。通常表記は甲斐知恵子。
専門分野は、感染症制御学。腫瘍免疫学、ウイルス免疫学を経て、パラミクソウイルス学、およびウイルスを用いた新たな腫瘍治療法の開発研究を行う。

## 人物
神奈川県横浜市生まれ。1978年東京大学農学部獣医学科卒業、1983年東京大学大学院博士課程修了。獣医師、農学博士。東京大学医科学研究所助手、スウェーデン国立カロリンスカ研究所客員研究員、東京大学農学生命科学研究科助教授を経て、1999年より東京大学医科学研究所実験動物研究施設教授。同研究所内では、実験動物研究施設長、奄美病害動物研究施設長、ヒト疾患研究センター長、副所長を歴任。また、感染症国際研究センター教授も併任。大学以外では、日本学術会議正会員。国立大学法人動物実験協議会会長、文部科学省科学技術・学術審議会委員、同科学研究費部会副部会長、同補助金審査部会部会長、厚生労働省中央薬事審議会委員等を歴任。医科学研究所を定年退職後、現在は東京大学生産技術研究所特任教授。
1990年にウイルスの研究を開始。この頃、シベリアから北西ヨーロッパの海にかけて棲息するアザラシが犬のジステンパーに似た神経症状を示して大量死したことが報告され、野生動物の感染症に注目が集まっていた。その後、マレーシアやバングラディッシュなどアジアで小規模な流行を繰り返しているニパウイルス感染症に取り組み、2005年には世界で初めてニパウイルスの人工合成に成功。種を超えて被害を拡大させる新興感染症のメカニズムの解明やニパウイルスを完全に防御できるワクチンの開発に取り組んでいる。
様々なパラミクソウイルス（麻疹ウイルス、イヌジステンパーウイルス、牛疫ウイルス、ニパウイルス）ついて、リバース・ジェネティクス系を開発し、病原性機構の解明や防御法の開発研究を進めているが、特にアジア地域に出現した致死性ニパウイルスに対しては、世界で初めての同技術の開発に成功し、基礎的研究に進展をもたらすとともに、組換え麻疹ウイルスベクターを用いた２価ワクチンの開発にも成功。現在も流行の続くアジア地域に製品を供給すべく、Coalition for Epidemic Preparedness Innovations(CEPI)による支援を受け、国際共同研究による実用化研究を推進している。
この国際共同研究は、甲斐教授らが開発した抗ニパウイルスワクチン実用化開発研究に対して、CEPIが総額3100万ドル（約34.4億円）の支援を行うことを決定したもので、これはCEPIに採択された日本初のプロジェクトである

。
甲斐は「１日も早くワクチンを必要としている人たちに届けたい」
と取材で語っていた。また、腫瘍溶解性組換え麻疹ウイルスを開発し実用化研究も推進している。

## 研究内容
- RNAウイルスの病原性発現機構の解明

宿主特異性決定機構　多様な病原性発現機構　神経病原性発現機構　免疫抑制機構
近年エマージングウイルス感染症が次々と出現し、社会的な問題を引き起こしている。エボラ、ニパ、マールブルグなどその多くが(-)鎖・一本鎖・RNAウイルス（モノネガウイルス）に含まれる。これらの感染症は、人間社会の拡大によってこれまで接することがなかった本来の自然宿主から、動物の種を越えて伝播したことによると考えられているが、種を越える機構や、強い病原性を発現する機構は、いまだに解明されていない。このウイルス群に属するモービリウイルス属の３種のウイルス（麻疹ウイルス、イヌジステンパーウイルス、牛疫ウイルス）において、cDNAクローンから感染性ウイルスを作出する『新リバースジェネティクス』を世界に先駆けて開発。また、人に対し高い致死率の脳炎を誘発するニパウイルスにおいても、2006年に甲斐チームで世界で初めてのリバースジェネティクス系の確立に成功。
これらの実験系を用いて、ウイルス遺伝子や蛋白の機能解析、ウイルスと宿主因子の相互作用の全貌を明らかにし、ウイルスと宿主との攻防や、動物種を規定する機序、病原性発現機構の解明に向けて研究中。
- 組換え麻疹ウイルスを用いた新規癌治療法の開発

麻疹ウイルスは癌細胞に感染して殺傷する力を持っている。その麻疹ウイルスのリバースジェネティクス系を利用して、癌細胞に対する感染・殺傷能力を保持したまま弱毒化した組換えウイルスの作出に成功した。現在、この組換え麻疹ウイルスを使った新たな癌治療法の開発に向けて、橋渡し研究を進行中。
- 組換えウイルスベクターワクチンの開発

モービリウイルス属のウイルスは、その感染細胞域の広さや安全性から遺伝子治療用ウイルスベクターとしての可能性が期待されている。また感染後終生免疫効果が持続することや、細胞性免疫誘導能が高いことから、優れたワクチンベクターとしての可能性も高いと考えられている。新リバースジェネティクス系を用いた遺伝子組換えによって、これら目的に応用可能な新しいウイルスベクターの開発を行い、未だ有効なワクチンのない重要感染症に対する2価ワクチンの開発を試みている。

## 経歴

### 略歴
- 1979年 東京大学農学部獣医学科卒業。
- 1983年 東京大学大学院農学系研究科獣医学専攻博士課程修了。
- 1983年 東京大学医科学研究所助手。
- 1985年 スウェーデンカロリンスカ研究所客員研究員。
- 1988年 東京大学医科学研究所助手復職。
- 1991年 東京大学農学生命科学研究科助教授。
- 1995年～1997年 文部省学術国際局学術調査官。
- 1998年～2002年 日本学術振興会学術参与。
- 1999年 東京大学医科学研究所教授。
- 2000年 東京大学医科学研究所附属実験動物研究施設長[8]。
- 2001年 東京大学医科学研究所奄美病害動物研究施設長。
- 2002年～ 2004年 東京大学医科学研究所ヒト疾患研究センター長。
- 2002年～ 2003年 東京大学医科学研究所副所長。
- 2004年～ 2007年 日本学術振興会学術システム研究センター専門研究員。
- 2005年 東京大学医科学研究所感染症国際研究センター教授併任。
- 2009年～ 2013年 日本学術振興会学術システム研究センター主任研究員。
- 2014年 日本学術会議会員。
- 2019年～ 東京大学生産技術研究所特任教授。

### 学外委員等
文部科学省科学技術・学術審議会委員、同科学研究費補助金審査部会部会長、同研究費部会副部会長、文部科学省研究計画・評価分科会委員。厚生労働省中央薬事審議会委員。農林水産省獣医事審議会委員、農林水産省技術会議委員。独立行政法人科学技術振興機構(JST)運営会議アドバイザリー委員。独立行政法人医薬品医療機器総合機構科学委員会委員などを歴任。

### 学会役員等
日本獣医学会評議員、日本実験動物学会評議員、日本野生動物学会評議員、日本ウイルス学会評議員、日本ウイルス学会理事、第9回国際獣医免疫シンポジウム副会長。

## ニパウイルスワクチンプロジェクト
ニパウイルス（Nipah virus, NiV）は、1998年に初めて同定された病原体であり、ヒトに致死的な脳炎や多臓器不全を引き起こすウイルス。主に東南アジアで流行が発生しており、これまで多数の感染者並びに死者が報告されている。ニパウイルスは、将来大規模な健康被害を引き起こす危険性のある病原体として、2015年よりWHOが提唱する「優先すべき疾患のブループリントリスト (Blueprint list of priority diseases)」に含まれており、ノルウェー政府、インド政府、ビル&メリンダ・ゲイツ財団、およびウェルカム・トラストの出資によって2017年にダボス会議（スイス）にて発足した、公的機関、民間機関、慈善団体および市民団体の間でのグローバルなパートナーシップであるCEPI(Coalition for Epidemic Preparedness Innovations)による支援の対象となっている。
支援の対象となる感染症は、WHOの提唱するBlueprint list of priority diseasesから選ばれており、ラッサ熱、MERS、ニパウイルス感染症が最初の課題として選定された。甲斐研究室では、ニパの流行地の人々を致死性感染症から救うことを目的として、ニパワクチンの実用化を目指す開発研究を計画していたが、2019年2月、CEPIによって総額34.4億円の支援を受けることが決定。このプロジェクトは東京大学をリーダーとしたグローバルな大型国際共同開発研究として進行中である。東京大学は前臨床試験や非臨床試験の詳細な研究および診断法開発研究をさらに進めるとともに開発研究全体を統括し、製造は Batavia 社、第I相、第II相臨床試験は EU のワクチン開発支援機構である European Vaccine Initiative （EVI）、スタンフォード大学、流行国であるバングラデシュの国際下痢性疾患研究センター（ICDDR）とともに進める計画。この国際共同開発研究によって、5年以内に第II相臨床試験を行い、ニパウイルス感染症発生地域におけるワクチンの実用化を目指している。